# Puchar Narodów Pacyfiku 2018
Puchar Narodów Pacyfiku 2018 – trzynasta edycja corocznego turnieju organizowanego pod auspicjami World Rugby dla drużyn z regionu Pacyfiku. Turniej odbył się pomiędzy 9 a 16 czerwca 2018 roku i wzięły w nim udział cztery reprezentacje.
Harmonogram rozgrywek został opublikowany pod koniec maja 2018 roku, okrojony format zawodów przewidywał, że uczestniczące drużyny rozegrają jedynie po dwa mecze, a zwycięzcą zostanie zespół z największą liczbą punktów. Wcześniejsze plany zakładały, że do turnieju zostanie zaproszona Rumunia, jednak perturbacje związane z kwalifikacjami, a następnie jej wykluczenie z udziału w Pucharze Świata 2019, spowodowały, że została zastąpiona przez Gruzję.
Odnosząc dwa bonusowe zwycięstwa w zawodach czwarty raz z rzędu triumfowała reprezentacja Fidżi.

## Mecze

### Tydzień 1
| 9 czerwca 201813:00 | Tonga                                                      | 15:16(3:13) | Gruzja                   | ANZ Stadium, Suva Sędzia: Brendon Pickerill |
| 9 czerwca 201813:00 | Takulua 3 (K) Lolohea 5 (P) Halaifonua 5 (P) Morath 2 (pd) | 15:16(3:13) | Matiaszwili 16 (P pd 3K) | ANZ Stadium, Suva Sędzia: Brendon Pickerill |
| 9 czerwca 201813:00 | Gaczecziladze · Bregwadze                                  | 15:16(3:13) |                          | ANZ Stadium, Suva Sędzia: Brendon Pickerill |

| 9 czerwca 201815:30 | Fidżi                                                             | 24:22(17:3) | Samoa                                                                | ANZ Stadium, Suva Sędzia: Mike Fraser |
| 9 czerwca 201815:30 | Murimurivalu 5 (P) Volavola 9 (P 2pd) Seniloli 5 (P) Goneva 5 (P) | 24:22(17:3) | Pisi 5 (pd K) Matavao 5 (P) Lam 5 (P) Tuala 2 (pd) Polataivaia 5 (P) | ANZ Stadium, Suva Sędzia: Mike Fraser |
| 9 czerwca 201815:30 | Vatubua · Qera · Mawi                                             | 24:22(17:3) |                                                                      | ANZ Stadium, Suva Sędzia: Mike Fraser |

### Tydzień 2
| 16 czerwca 201813:00 | Tonga                                                   | 28:18(17:6) | Samoa                                              | ANZ Stadium, Suva Sędzia: Brendon Pickerill |
| 16 czerwca 201813:00 | Takulua 13 (2pd 3K) Lolohea 5 (P) Latu 5 (P) Vuna 5 (P) | 28:18(17:6) | Pisi 2 (pd) Matavao 5 (P) Tuala 6 (2K) Fidow 5 (P) | ANZ Stadium, Suva Sędzia: Brendon Pickerill |
| 16 czerwca 201813:00 | Sakalia · Ngauamo · Mafi                                | 28:18(17:6) |                                                    | ANZ Stadium, Suva Sędzia: Brendon Pickerill |

| 16 czerwca 201815:30 | Fidżi                                                                         | 37:15(10:15) | Gruzja                                              | ANZ Stadium, Suva Sędzia: Jérôme Garcès |
| 16 czerwca 201815:30 | Vatubua 5 (P) Seniloli 10 (2P) Nadolo 7 (2pd K) Lomani 10 (2P) Radradra 5 (P) | 37:15(10:15) | Matiaszwili 5 (pd K) Todua 5 (P) Koleliszwili 5 (P) | ANZ Stadium, Suva Sędzia: Jérôme Garcès |